# NGC 741
NGC 741 (другие обозначения — IC 1751, UGC 1413, MCG 1-6-3, ZWG 413.8, 3ZW 38, VV 175, PGC 7252) — эллиптическая галактика (E) в созвездии Рыбы.
Этот объект входит в число перечисленных в оригинальной редакции «Нового общего каталога».
Описание объекта IC 1751 и его координаты во втором Индекс-каталоге доказывают, что этот объект и NGC 741 — одна и та же галактика. Причиной разных обозначений одного объекта, скорее всего, является невнимательность Джона Дрейера, Хоу и Льюиса Свифта.
Галактика NGC 741 входит в состав группы галактик NGC 741. Помимо NGC 741 в группу также входят NGC 706 и UGC 1395.